# Simulium audreyae
Simulium audreyae es una especie de insecto del género Simulium, familia Simuliidae, orden Diptera.
Fue descrita científicamente por Garms & Disney, 1974.